# Lotus C-01

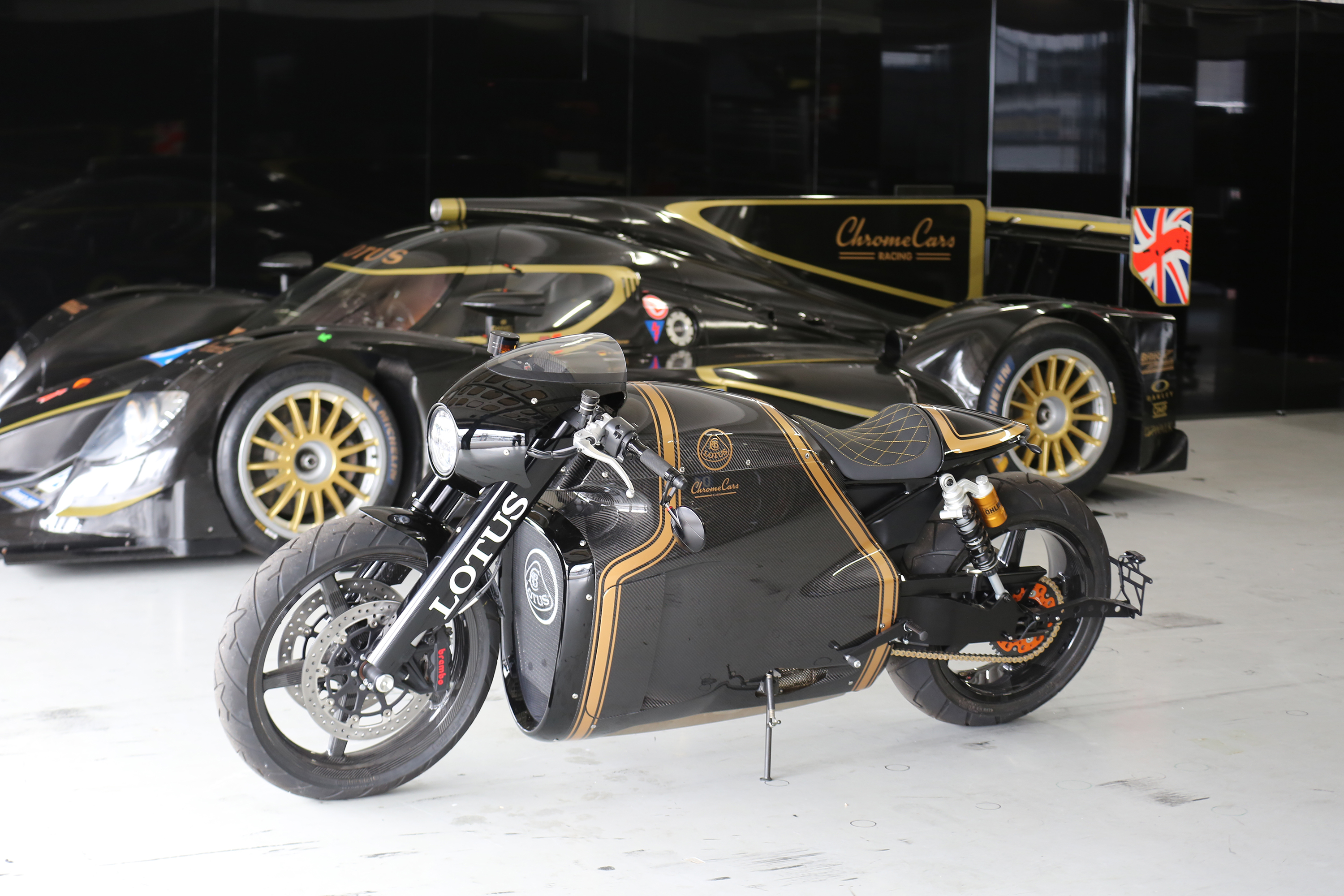
Lotus C-01 / Hockenheim Historic 2021

La Lotus C-01 è un prototipo di motocicletta le cui prime immagini sono state diffuse all'inizio del 2014, dichiarando che ne sarebbero stati realizzati 100 esemplari dall'azienda tedesca Kodewa utilizzando il marchio Lotus Motorcycles.

## Profilo
Progettata da Daniel Simon, designer della Bugatti a cui si deve anche la creazione della linea delle motociclette usate in Tron: Legacy, impiega un telaio monoscocca in fibra di carbonio, titanio e acciaio sviluppato dalla Kalex. Il propulsore impiegato è un Rotax bicilindrico a V di 1195 cm³ di cilindrata, già montato sulla KTM RC8 R, la cui potenza è stata portata a 200 CV.
Alla fine del 2014 è stato comunicato che una prima parte dei 100 esemplari previsti erano stati completati e che, essendo la licenza d'uso della Lotus limitata, eventuali altri esemplari sarebbero stati commercializzati a marchio PCM.
Nell'agosto del 2016 un esemplare è stato messo all'asta a Monterey per un prezzo stimato di 350/450.000 dollari a fronte del prezzo originale di vendita di circa 70.000 sterline.